# Lago Arpi
Il lago Arpi (in armeno Արփի լիճ) è il secondo lago dell'Armenia, dopo il Sevan, situato a 2.023 m s.l.m. nella provincia di Shirak, vicino ai confini con Turchia e Georgia.
È alimentato dall'acqua dei disgeli ed è la sorgente del fiume Akhurian.
Tra il 1946 ed il 1950 fu costruita una diga allo sbocco nell'Akhurian per sfruttare il lago come serbatoio per l'irrigazione e la produzione idroelettrica, generando vistose fluttuazioni del livello dell'acqua (anche 2 m).

## Fauna
Nell'area del lago sono state osservate più di 100 specie di uccelli che è un importante habitat per alcune rare specie come il Pellicano dalmata (pelicanus crispus) ed il Gabbiano Armeno (Larus armenicus).